# Damien Plessis
Pour l’article homonyme, voir Plessis (homonymie).
Damien Plessis, né le 5 mars 1988 à Neuville-aux-Bois dans le Loiret, est un footballeur français évoluant au poste de milieu de terrain. Il est le frère de Guillaume Plessis.

## Parcours en club

### Olympique lyonnais
Originaire de La Réunion et issu du pôle espoirs de Châteauroux, Plessis rejoint ensuite le centre de formation de l'Olympique lyonnais. Il arrive à Lyon à l'âge de 15 ans.
À Lyon, Damien Plessis fait deux saisons avec l'équipe réserve entraînée par Robert Valette, entre 2005 et 2007, et joue seize matchs en CFA. Avant de faire sa dernière année de contrat stagiaire avec l'OL, Damien Plessis quitte l'OL pour rejoindre Liverpool comme l'avaient fait d'autres jeunes joueurs français à l'instar de Florent Sinama-Pongolle, Anthony Le Tallec ou Grégory Vignal.

### Liverpool FC
En août 2007, Damien Plessis signe un contrat de trois ans avec le Liverpool FC. 
Il participe à son premier match avec les Reds en tant que titulaire le 5 avril 2008 à l'Emirates Stadium face à Arsenal (1-1), lors d'un match de championnat comptant pour la 33e journée. Il joue à nouveau 90 minutes lors du match nul 2-2 de Liverpool à Birmingham comptant pour la 36e journée. 
Avec les absences de Javier Mascherano et Lucas Leiva partis aux Jeux olympiques, Plessis joue les matchs de préparation de la saison 2008-2009. L'année 2008 est celle de sa première titularisation en Ligue des champions, contre le Standard de Liège. Le 12 novembre 2008, Damien Plessis inscrit son premier but avec l'équipe première de Liverpool contre Tottenham Hotspur en League Cup.

### Panathinaïkos
Lors du dernier jour du marché des transferts estival de 2010, il est transféré au club grec du Panathinaïkos où il signe un contrat de trois ans.
En janvier 2012, il est prêté aux Doncaster Rovers en deuxième division anglaise jusqu'à la fin de la saison. Il ne joue aucun match avec les Rovers et retourne dans son club d'origine.

### Retour en France
Lors de l'été 2012, il est recruté par l'AC Arles-Avignon où il trouve enfin du temps de jeu et effectue une saison complète dans la formation provençale. Malgré tout, la saison suivante est plus difficile et il quitte l'équipe en janvier 2014 pour retrouver le FC Lausanne-Sport qu'il abandonne six mois plus tard, en fin de saison à la suite de la relégation du club en seconde division. Libre à la suite de cette courte expérience en Suisse, il se met d'accord avec le président de l'AC Arles-Avignon pour un retour au club à la mi-juillet dans le cadre de la préparation d'avant-saison. Pourtant, il ne parvient pas à s'entendre avec le club provençal pour pouvoir s'engager et rejoint ainsi La Berrichonne de Châteauroux le 6 août 2014.

### Le Portugal avec le CS Maritimo
Le 8 janvier 2016, Damien Plessis s'engage pour un an avec le club portugais de CS Marítimo. Cependant, son passage du côté de Marítimo est court puisque des litiges financiers avec le club, et plus particulièrement son président, le poussent à résilier son contrat en août 2016.

### En Suède
Sans club depuis l'été 2016 et sa résiliation de contrat au Portugal, Damien Plessis s'engage pour deux ans le 3 mars 2017 avec le Örebro SK, peu avant le début de la saison 2017 du championnat suédois.

### Exil à La Réunion
En février 2018, Damien part pour La Réunion, l'île d'origine de ses parents et de son frère Guillaume et signe chez le promu la Capricorne. Après seulement quelques mois, il quitte son club pour des raisons familiales.

## En sélections jeunes et espoirs
Avec les moins de 19 ans entraînés par Guy Ferrier, Damien Plessis participe au Championnat d'Europe 2007 durant lequel les Français sont éliminés en demi-finale. Il compte également une sélection en équipe de France espoirs.

## Statistiques
| Saison                | Club                    | Championnat           | Championnat | Championnat | Coupe nationale | Coupe nationale | Coupe de la Ligue | Coupe de la Ligue | Compétition(s) continentale(s) | Compétition(s) continentale(s) | Compétition(s) continentale(s) | Total | Total |
| Saison                | Club                    | Division              | M.          | B.          | M.              | B.              | M.                | B.                | Comp.                          | M.                             | B.                             | M.    | B.    |
| 2007-2008             | Liverpool FC            | Premier League        | 2           | 0           | 0               | 0               | 0                 | 0                 | C1                             | 0                              | 0                              | 2     | 0     |
| 2008-2009             | Liverpool FC            | Premier League        | 1           | 0           | 0               | 0               | 2                 | 1                 | C1                             | 2                              | 0                              | 5     | 1     |
| 2009-2010             | Liverpool FC            | Premier League        | 0           | 0           | 0               | 0               | 1                 | 0                 | C1                             | 0                              | 0                              | 1     | 0     |
| Sous-total            | Sous-total              | Sous-total            | 3           | 0           | 0               | 0               | 3                 | 1                 | -                              | 2                              | 0                              | 8     | 1     |
| 2010-2011             | Panathinaïkos           | Superleague Elláda    | 4           | 0           | 2               | 0               | -                 | -                 | C1                             | 3                              | 0                              | 9     | 0     |
| 2011-2012             | Panathinaïkos           | Superleague Elláda    | 0           | 0           | 0               | 0               | -                 | -                 | C1                             | 0                              | 0                              | 0     | 0     |
| Sous-total            | Sous-total              | Sous-total            | 4           | 0           | 2               | 0               | 0                 | 0                 | -                              | 3                              | 0                              | 9     | 0     |
| 2011-2012             | Doncaster Rovers (prêt) | Championship          | 0           | 0           | 0               | 0               | 0                 | 0                 | -                              | -                              | -                              | 0     | 0     |
| 2012-2013             | AC Arles-Avignon        | Ligue 2               | 32          | 0           | 2               | 0               | 4                 | 0                 | -                              | -                              | -                              | 38    | 0     |
| 2013-2014             | AC Arles-Avignon        | Ligue 2               | 8           | 0           | 1               | 0               | 2                 | 0                 | -                              | -                              | -                              | 11    | 0     |
| Sous-total            | Sous-total              | Sous-total            | 40          | 0           | 3               | 0               | 6                 | 0                 | -                              | 0                              | 0                              | 49    | 0     |
| 2013-2014             | FC Lausanne-Sport       | Super League          | 13          | 0           | 0               | 0               | 0                 | 0                 | -                              | -                              | -                              | 13    | 0     |
| 2014-2015             | LB Châteauroux          | Ligue 2               | 30          | 1           | 4               | 1               | 1                 | 0                 | -                              | -                              | -                              | 35    | 2     |
| 2015-2016             | LB Châteauroux          | National              | 2           | 0           | 2               | 0               | 0                 | 0                 | -                              | -                              | -                              | 4     | 0     |
| Sous-total            | Sous-total              | Sous-total            | 32          | 1           | 6               | 1               | 1                 | 0                 | -                              | 0                              | 0                              | 39    | 2     |
| 2015-2016             | CS Marítimo             | Primeira Liga         | 9           | 1           | -               | -               | 1                 | 0                 | -                              | -                              | -                              | 10    | 1     |
| 2017                  | Örebro SK               | Allsvenskan           | 5           | 0           | 1               | 0               | -                 | -                 | -                              | -                              | -                              | 6     | 0     |
| Total sur la carrière | Total sur la carrière   | Total sur la carrière | 106         | 2           | 12              | 1               | 11                | 1                 | -                              | 5                              | 0                              | 134   | 4     |